# Station météorologique de Grytviken
La station météorologique de Grytviken également appelée observatoire météorologique et magnétique argentin de Grytviken (en espagnol : Observatorio Meteorológico y Magnético Argentino de Grytviken), était une station météorologique de la République argentine, dépendant du Ministère de l'agriculture, de l'élevage et de la pêche (es) et de la Compañía Argentina de Pesca,. Elle était située sur la pointe Coronel Zelaya, près de Grytviken (Géorgie du Sud), au point de coordonnées 54° 17′ 01,55″ S, 36° 29′ 46,3″ O, à 4 mètres d’altitude.
Elle est la troisième station météorologique permanente de l'Argentine dans les mers australes, après la création de l'observatoire de l'île Observatorio dans l'archipel des îles du Nouvel-An en 1901 et l'Observatoire météorologique et magnétique des Orcades du Sud, créé en 1904 et toujours en service.

## Histoire

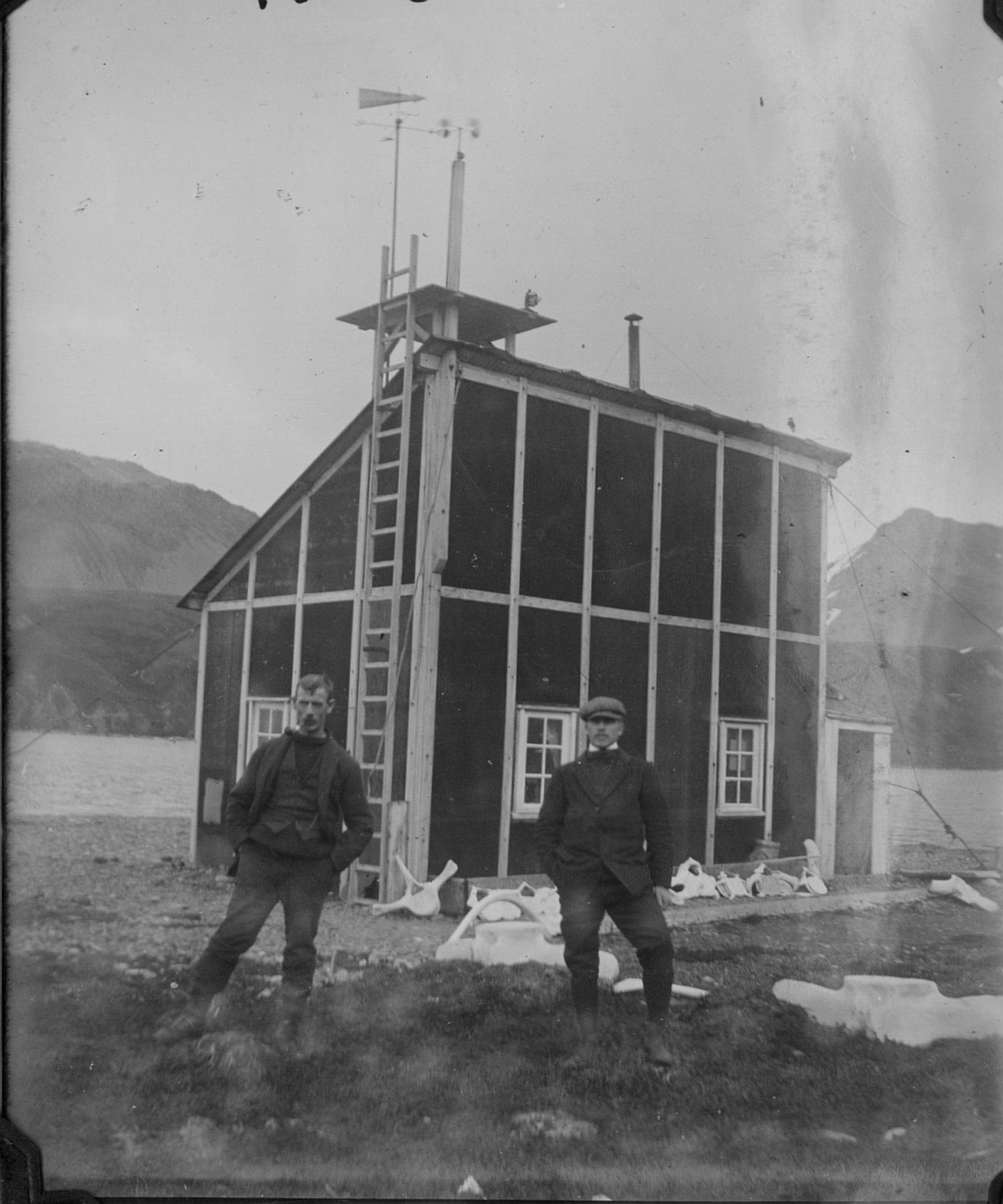
Maison du météorologue argentin (Département des études historiques navales de l'Armée argentine).

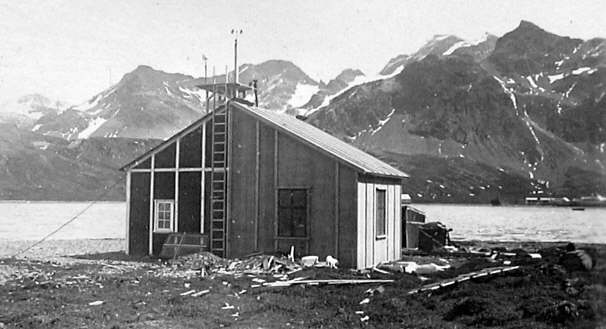
Autre vue de l'observatoire.

La station météorologique et magnétique entre en service le 1er janvier 1905, selon les sources argentines et le 15 janvier 1905 selon les sources britanniques,, arborant sur sa façade l'inscription « Oficina Meteorológica Argentina » avec l'écu de l'Argentine et disposant d'un mât auquel est hissé le drapeau argentin, ce qui constitue alors la première dépendance officielle de l'Argentine sur l'île de Géorgie du Sud (isla San Pedro pour les Argentins. Le navire ARA Guardia Nacional avait aidé à la construction de l'édifice. À la suite de l'installation, aucune plainte étrangère n'est formulée au gouvernement argentin.
La construction de la station météorologique est sollicitée et menée à bien par la Compañía Argentina de Pesca, qui promit au Ministère de l'agriculture, de l'élevage et de la pêche argentin de prendre en charge ses frais de fonctionnement. Elle fonctionnera de manière ininterrompue jusqu'à ce que, 1er janvier 1950, des militaires britanniques ne délogent par la force les civils argentins qui y travaillaient, retournant à la Compañía Argentina de Pesca à Montevideo les instruments saisis,,,. À partir de ce jour, la base britannique pris la responsabilité des relevés météorologiques, relevant la compagnie argentine de cette responsabilité. Après l'expulsion par la force, il n'y eut aucune protestation de la part du gouvernement argentin jusqu'en 1952,. D'autres sources affirment que les civils argentins avaient été expulsés en 1943, en 1945 ou en 1949.
Lors de sa mise en service, c'est Carl Anton Larsen en personne qui reporta dans ses livres les premières observations atmosphériques. Entre août 1905 et 1907, les travaux sont menés à bien par le suédois Eric Nordenhaag,. Les observations sont alors réalisées trois fois par jour, elles étaient compilées et envoyées périodiquement à Buenos Aires par l'intermédiaire des navires de la Compañía de Pesca et de l'Armée argentine. Ces navires ravitaillaient dans le même temps l'observatoire.
Dans un premier temps, l'observatoire sera installé dans les installations de la compagnie baleinière et utilisera des instruments cédés par l'Oficina Meteorológica Argentina mais, en 1907, il est déplacé près de King Edward Point (ou pointe Coronel Zelaya), sur un site que la société louait au gouvernement britannique. Le bâtiment de l'observatoire est donnée par la compagnie pour une utilisation de bureau, il consistait en une construction modeste située sur une colline, à l'écart de la station baleinière. Par la suite, une balise émettant une lumière blanche sera installée pour signifier la présence de l'observatoire dans les environs.
Lors de la construction de la station baleinière, le Foreign and Commonwealth Office britannique, publie un rapport rappelant que le drapeau britannique — symbole de la souveraineté britannique  —  flottait sur l'île et émet la proposition de louer à l'a compagnie argentine le terrain, ce qui leur permettrait de rester sur le territoire sous certaines conditions. Ce contrat, d'une durée prévue de 21 années prévoyait un faible loyer  et l'obligation d'organiser une fête annuelle et de fournir une copie de toutes les observations météorologiques. En 1908, le gouvernement britannique a envoyé un magistrat à Grytviken pour fournir des services administratifs et établir un bureau de poste, un poste de police sur la base King Edward Point (située sur la pointe Coronel Zelaya). Pendant un temps, les deux drapeaux flottaient conjointement sur les îles,.
Dans le Derrotero Argentino de 1953, édité par le Servicio de Hidrografía Naval, est publié un tableau avec les registres de l'observatoire de Grytviken entre les années 1905 et 1943.
Sa mission, en tant qu'observatoire magnétique, était de mesurer systématiquement les variations des composantes verticales et horizontales du champ magnétique terrestre pour connaître la déclinaison magnétique et corriger les cartes nautiques, utilisées pour fixer le cap des navires.
Les autorités britanniques continuèrent à utiliser le bâtiment jusqu'à ce que soit construite — à proximité — une nouvelle station radiale et météorologique entre 1957 et en 1969. Le bâtiment d'origine est démoli par le British Antarctic Survey en 1974, comme conséquence à la réduction des coûts du programme d'entretien des structures de Grytviken, le bâtiment tombait alors en ruines.

### Sources et bibliographie
- (es) Ernesto J. Fitte, La disputa con Gran Bretaña por las islas del Atlántico Sur, Buenos Aires, Emecé, 1968
- (en) Ian B. Hart, Pesca : the history of Compañia Argentina de Pesca Sociedad Anónima of Buenos Aires : an account of the pioneer modern whaling and sealing company in the Antarctic, Aidan Ellis, 2001, 548 p. (ISBN 978-0-85628-299-7, lire en ligne)
- (en) Raphael Perl, The Falkland Islands Dispute in International Law and Politics : A Documentary Sourcebook., Londres, Oceana Publications, 1983